# ساموراي الجمباز
ساموراي الجمباز (باليابانية: 体操ザムライ، بالروماجي: Taisō Zamurai) (بالإنجليزية: The Gymnastics Samurai)‏ هو مسلسل أنمي ياباني تلفزيوني من تأليف شيغيرو موراكوشي، وإخراج هيساتوشي شيميزو، ومن إنتاج استوديو مابا. عرض الأنمي في 11 أكتوبر عام 2020 واستمر عرضه حتى 20 ديسمبر عام 2020، على تلفزيون أساهي، وتكون من 11 حلقة.

## القصة
تدور أحداث القصة في عام 2002 عن جوتارو أراغاكي هو شاب عمره 29 عامًا، لاعب جمباز وكان ممثل اليابان السابق في دورة الالعاب الاولمبية. وبسبب سوء أدائه لم يتمكن من الحصول على ميدالية ذهبية، كما انه عانى من اصابة في الكتفه، فينصحه مدربه بالاعتزل، لكنه يقرر عدم الاستسلام.

## الشخصيات
جوتارو أراغاكي (باليابانية: 荒垣城太郎، بالروماجي: Aragaki Jōtarō)
مؤدي الصوت: دايسكي ناميكاوا
ليوناردو ستورجس (باليابانية: レオナルド スタージス، بالروماجي: Reonarudo Sutājisu)
مؤدي الصوت: كينشو أونو
تيتسو مينامينو (باليابانية: 南野鉄男، بالروماجي: Minamino Tetsuo)
مؤدي الصوت: يوكي كاجي
نوريوكي أماكوسا (باليابانية: 天草紀之، بالروماجي: Amakusa Noriyuki)
مؤدي الصوت: كينيو هوريوتشي
ري أراغاكي (باليابانية: 荒垣玲، بالروماجي: Aragaki Rei)
مؤدية الصوت: رينا هونيزومي
ماري أراغاكي (باليابانية: 荒垣マリ، بالروماجي: Aragaki Mari)
مؤدية الصوت: أتسوكو تاناكا
تومويو أراغاكي (باليابانية: 荒垣知世، بالروماجي: Aragaki Tomoyo)
مؤدية الصوت: كوتونو ميتسويشي
بيغ بيرد أراغاكي (باليابانية: 荒垣BB، بالروماجي: Aragaki BB)
مؤدي الصوت: كابي ياماغوتشي
توموكي تاكيزاوا (باليابانية: 滝沢友樹، بالروماجي: Takizawa Tomoki)
مؤدي الصوت: هيرويوكي يوشينو
آيو (باليابانية: あゆ، بالروماجي: Ayu)
مؤدية الصوت: نانا ميزوكي
ناوهيكو ناكانوموري (باليابانية: 中ノ森真彦، بالروماجي: Nakanomori Naohiko)
مؤدي الصوت: دايسكي هيراكاوا
أتسوشي دوجيما (باليابانية: 堂島潤، بالروماجي: Dōjima Atsushi)
مؤدي الصوت: كايتو إيشيكاوا
شينغي نيشيكيوري (باليابانية: 錦織茂، بالروماجي: Nishikiori Shige)
مؤدي الصوت: دايسكي أونو
هيرو أوكاماتشي (باليابانية: 岡町博، بالروماجي: Okamachi Hiro)
مؤدي الصوت: كينغو كاوانيشي
ريو ريوشو (باليابانية: リュウ・リュウショウ، بالروماجي: Ryūshō Ryū)
مؤدي الصوت: هيروشي كاميا
كيتي تشانغ (باليابانية: キティ・チャン، بالروماجي: Kiti-chan)
مؤدية الصوت: مينامي تاناكا
بريتني (باليابانية: ブリトニー، بالروماجي: Buritonī)
مؤدية الصوت: ريكيا كوياما

## وصلات خارجية
- موقع الأنمي الرسمي باللغة اليابانية
- ساموراي الجمباز على موقع IMDb (الإنجليزية)
- ساموراي الجمباز على موقع قاعدة بيانات الفيلم (الإنجليزية)
- ساموراي الجمباز على موقع ANN anime (الإنجليزية)